# Округ Хаскел (Оклахома)
Округ Хаскел (енгл. Haskell County) је округ у америчкој савезној држави Оклахома.

## Демографија
По попису из 2010. године број становника је 12.769, што је 977 (8,3%) становника више него 2000. године.
| Група             | 2000.         | 2010.         |
| Белци             | 9.134 (77,5%) | 9.362 (73,3%) |
| Афроамериканци    | 72 (0,6%)     | 56 (0,4%)     |
| Азијати           | 34 (0,3%)     | 68 (0,5%)     |
| Хиспаноамериканци | 177 (1,5%)    | 426 (3,3%)    |
| Укупно            | 11.792        | 12.769        |